# Silver Broom 1980
Air Canada Silver Broom 1980 var det 22. VM i curling for mænd. Turneringen blev arrangeret af International Curling Federation og afviklet i Moncton Coliseum i Moncton, New Brunswick, Canada i perioden 24. – 29. marts 1980 med deltagelse af ti hold. Canada var VM-værtsland for sjette gang, men det var første gang, at Moncton var værtsby.
Mesterskabet blev for 13. gang i dets historie vundet af Canada, som besejrede de forsvarende mestre fra Norge med 7-6 i finalen. Tredjepladsen gik til Schweiz, som tabte 6-9 til Norge i semifinalen. Det var første gang siden 1972, at Canada vandt VM-titlen for mænd, og dermed blev LaBontes forbandelse ophævet. Canadas vinderhold kom fra Nutana Curling Club i Saskatoon og bestod af Rich Folk, Ron Mills, Tom Wilson og Jim Wilson.
Danmark blev repræsenteret af et hold fra Hvidovre Curling Club bestående af Jørn Blach, Arne Pedersen, Freddy Bartelsen og Bent Jørgensen. Holdet endte på niendepladsen efter én sejr og otte nederlag.

## Resultater
De ti deltagende hold spillede en enkeltturnering alle-mod-alle. Vinderen af grundspillet gik direkte videre til finalen, mens nr. 2 og 3 gik videre til semifinalen, hvor de spillede om den anden ledig plads i finalen.

### Grundspil
| Runde | Kampe                   | Kampe | Kampe                  | Kampe | Kampe                  | Kampe | Kampe                   | Kampe | Kampe                  | Kampe |
| ----- | ----------------------- | ----- | ---------------------- | ----- | ---------------------- | ----- | ----------------------- | ----- | ---------------------- | ----- |
| 1     | Italien - Danmark       | 6-5   | USA - Skotland         | 7-4   | Schweiz - Sverige      | 6-4   | Vesttyskland - Frankrig | 5-2   | Canada - Norge         | 7-2   |
| 2     | Vesttyskland - Skotland | 10-60 | Canada – Schweiz       | 7-6   | Italien – Frankrig     | 8-4   | Norge – USA             | 8-1   | Sverige – Danmark      | 7-3   |
| 3     | USA – Schweiz           | 7-1   | Sverige – Frankrig     | 15-30 | Norge – Vesttyskland   | 10-40 | Canada – Danmark        | 10-20 | Italien – Skotland     | 6-5   |
| 4     | Norge – Sverige         | 10-20 | Vesttyskland – Danmark | 5-4   | Canada – Skotland      | 7-4   | Schweiz – Italien       | 10-30 | USA – Frankrig         | 8-3   |
| 5     | Schweiz – Frankrig      | 9-1   | Norge – Italien        | 6-4   | Sverige – USA          | 5-4   | Canada – Vesttyskland   | 10-40 | Skotland – Danmark     | 5-4   |
| 6     | Sverige – Skotland      | 12-50 | Canada – USA           | 5-4   | Vesttyskland – Italien | 12-20 | Danmark – Frankrig      | 8-4   | Schweiz – Norge        | 6-5   |
| 7     | USA – Vesttyskland      | 8-4   | Sverige – Italien      | 6-5   | Schweiz – Danmark      | 7-2   | Norge – Skotland        | 6-5   | Canada – Frankrig      | 9-3   |
| 8     | Skotland – Frankrig     | 8-4   | Schweiz – Vesttyskland | 12-20 | Canada – Sverige       | 8-6   | USA – Italien           | 8-2   | Norge – Danmark        | 6-3   |
| 9     | Canada – Italien        | 4-2   | Norge – Frankrig       | 8-2   | USA – Danmark          | 10-20 | Schweiz – Skotland      | 6-4   | Sverige – Vesttyskland | 5-3   |

| Plac. | Hold         | Vundne | Tabte |
| ----- | ------------ | ------ | ----- |
| 1.    | Canada       | 9      | 0     |
| 2.    | Norge        | 7      | 2     |
| 2.    | Schweiz      | 7      | 2     |
| 4.    | Sverige      | 6      | 3     |
| 5.    | USA          | 6      | 3     |
| 6.    | Vesttyskland | 4      | 5     |
| 7.    | Italien      | 3      | 6     |
| 8.    | Skotland     | 2      | 7     |
| 9.    | Danmark      | 1      | 8     |
| 10.   | Frankrig     | 0      | 9     |

### Slutspil
| Runde      | Kamp            | Res. |
| ---------- | --------------- | ---- |
| Semifinale | Norge - Schweiz | 9-6  |
| Finale     | Canada - Norge  | 7-6  |

### Samlet rangering
| Plac. | Hold         | 4                  | 3                  | 2                  | 1                 |
| ----- | ------------ | ------------------ | ------------------ | ------------------ | ----------------- |
| Guld  | Canada       | Nick Folk          | Ron Mills          | Tom Wilson         | Jim Wilson        |
| Sølv  | Norge        | Kristian Sørum     | Eigil Ramsfjell    | Gunnar Meland      | Harald Ramsfjell  |
| 3.    | Schweiz      | Jürg Tanner        | Jürg Hornisberger  | Franz Tanner       | Patrik Lörtscher  |
| 4.    | Sverige      | Ragnar Kamp        | Håkan Ståhlbro     | Thomas Håkansson   | Lars Lindgren     |
| 5.    | USA          | Paul Pustovar      | John Jankila       | Gary Kleffman      | Jerry Scott       |
| 6.    | Vesttyskland | Hans Dieter Kiesel | Franz Engler       | Willie Rosenfelder | Heiner Martin     |
| 7.    | Italien      | Andrea Pavani      | Giuseppe dal Molin | Giancarlo Valt     | Enea Pavani       |
| 8.    | Skotland     | Barton Henderson   | Greig Henderson    | Bill Henderson     | Alistair Sinclair |
| 9.    | Danmark      | Jørn Blach         | Arne Pedersen      | Freddy Bartelsen   | Bent Jørgensen    |
| 10.   | Frankrig     | René Robert        | Jean-Marc Causeret | Claude Groff       | Henri Müller      |